# Claudia Kristofics-Binder
Claudia Kristofics-Binder (Viena, 5 de outubro de 1961) é uma ex-patinadora artística austríaca, que competiu no individual feminino. Ela conquistou duas medalhas de bronze em campeonatos mundiais (1981 e 1982), conquistou uma medalha de ouro e uma de bronze em campeonatos europeus, e foi hexacampeã do campeonato nacional austríaco. Kristofics-Binder disputou os Jogos Olímpicos de Inverno de 1976 e 1980 terminando na décima sexta e sétima posições, respectivamente.

## Principais resultados
| Resultados                                                            | Resultados        | Resultados      | Resultados      | Resultados       | Resultados      | Resultados        | Resultados        | Resultados    | Resultados    | Resultados    | Resultados    | Resultados    |
| Internacional                                                         | Internacional     | Internacional   | Internacional   | Internacional    | Internacional   | Internacional     | Internacional     | Internacional | Internacional | Internacional | Internacional | Internacional |
| Evento/Temporada                                                      | 1975– 1976        | 1976– 1977      | 1977– 1978      | 1978– 1979       | 1979– 1980      | 1980– 1981        | 1981– 1982        |               |               |               |               |               |
| --------------------------------------------------------------------- | ----------------- | --------------- | --------------- | ---------------- | --------------- | ----------------- | ----------------- | ------------- | ------------- | ------------- | ------------- | ------------- |
| Jogos Olímpicos                                                       | 16.ª              |                 |                 |                  | 7.ª             |                   |                   |               |               |               |               |               |
| Campeonato Mundial                                                    | 16.ª              | 11.ª            | 13.ª            | 7.ª              | 5.ª             | Medalha de bronze | Medalha de bronze |               |               |               |               |               |
| Campeonato Europeu                                                    | 13.ª              | 8.ª             |                 |                  | WD              | Medalha de bronze | Medalha de ouro   |               |               |               |               |               |
| Karl Schäfer Memorial                                                 |                   |                 | Medalha de ouro |                  |                 |                   |                   |               |               |               |               |               |
| Prague Skate                                                          |                   | Medalha de ouro |                 |                  |                 |                   |                   |               |               |               |               |               |
| Skate America                                                         |                   |                 |                 |                  |                 |                   | Medalha de bronze |               |               |               |               |               |
| Skate Canada International                                            |                   |                 |                 | Medalha de prata |                 | Medalha de bronze |                   |               |               |               |               |               |
| Nacional                                                              |                   |                 |                 |                  |                 |                   |                   |               |               |               |               |               |
| Campeonato Austríaco                                                  | Medalha de bronze | Medalha de ouro | Medalha de ouro | Medalha de ouro  | Medalha de ouro | Medalha de ouro   | Medalha de ouro   |               |               |               |               |               |
|                                                                       |                   |                 |                 |                  |                 |                   |                   |               |               |               |               |               |
| Legenda: WD = Abandonou; Competição não foi disputada nesta temporada |                   |                 |                 |                  |                 |                   |                   |               |               |               |               |               |